# Кяма
Кяма — река в России, протекает по Плесецкому району Архангельской области. Устье реки находится в 116 км по левому берегу реки Ваймуга. Длина реки составляет 30 км. Площадь водосборного бассейна — 350 км².
Начинается при слиянии рек Большая Кяма и Малая Кяма на высоте 73 м над уровнем моря.
Имеет сообщение с озером Ильмат.
Система водного объекта: Ваймуга → Емца → Северная Двина → Белое море.

## Данные водного реестра
По данным государственного водного реестра России относится к Двинско-Печорскому бассейновому округу, водохозяйственный участок реки — Северная Двина от впадения реки Вага и до устья, без реки Пинега, речной подбассейн реки — Северная Двина ниже места слияния Вычегды и Малой Северной Двины. Речной бассейн реки — Северная Двина.
Код объекта в государственном водном реестре — 03020300412103000034017.